# Architettura italianeggiante

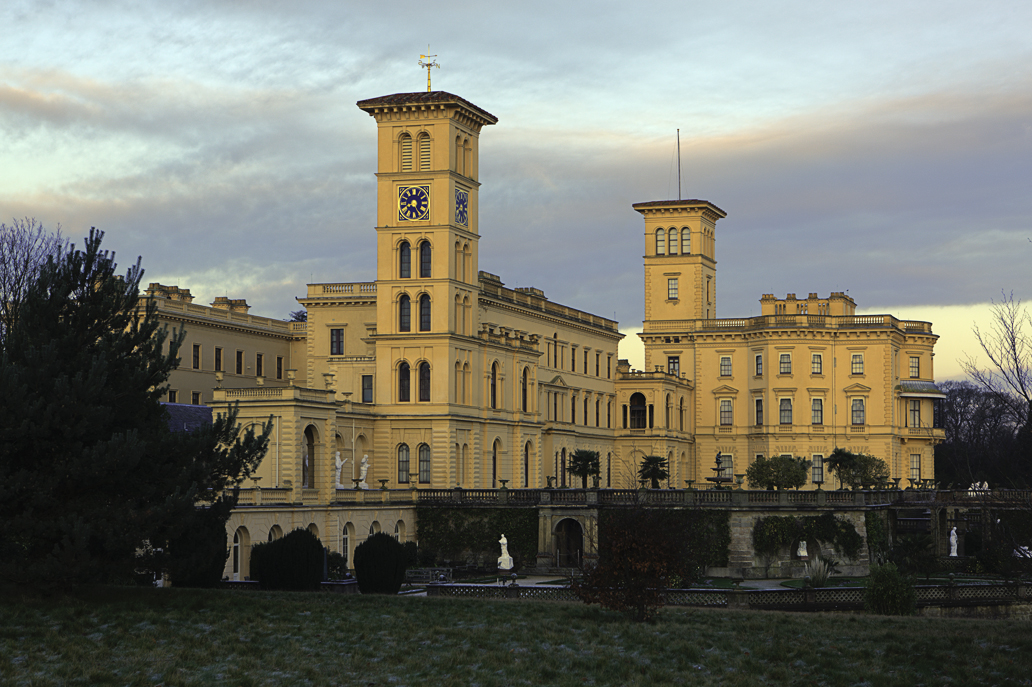
Osborne House, Isola di Wight, costruita tra il 1845 ed il 1851. Essa mostra tre tratti tipici dello stile italianeggiante: una cornice marcapiano preminente, torrette belvedere basate sulla forma dei campanili italiani e finestre arcate.

L'architettura italianeggiante (Italianate style in inglese, a volte tradotto come architettura italianizzante o italianizzata), è uno stile architettonico di stampo classicista sviluppatosi nella prima metà dell'Ottocento in Gran Bretagna e negli Stati Uniti d'America, ispirato all'architettura italiana, in particolare a quella rinascimentale. Non è da confondere coll'architettura neoclassica né con la neorinascimentale dai quali si distacca per alcuni tratti caratteristici e peculiari.
«Lo sguardo al passato trasforma gli oggetti», scriveva lo storico dell'architettura Sigfried Giedion; «ed ogni spettatore di ciascun periodo storico, inevitabilmente trasforma il passato secondo la propria natura».
Lo stile italianeggiante venne sviluppato in Gran Bretagna attorno al 1802 dall'architetto John Nash con la costruzione di Cronkhill, nello Shropshire. Questa piccola casa di campagna è genericamente accettata come la prima villa di stile italianeggiante in Inghilterra, dalla quale sono poi derivate le architetture del medesimo stile tra il tardo periodo dello stile Regency e il primo dello stile vittoriano. Lo stile italianeggiante venne portato avanti dall'architetto sir Charles Barry sino agli anni trenta dell'Ottocento, da cui la denominazione Barry's Italianate style (o talvolta "Barryesque"), prendendo ispirazione dalle costruzioni rinascimentali italiane e unendovi le strutture semi-rustiche elaborate da Nash.
Benché nato in Gran Bretagna, questo stile si diffuse rapidamente in Europa Settentrionale e nell'Impero britannico. Dagli anni '40 dell'Ottocento sino alla fine del secolo, fu di grande popolarità negli Stati Uniti, dove venne promosso dall'architetto Alexander Jackson Davis.

## Lo stile italianeggiante in Inghilterra e Galles

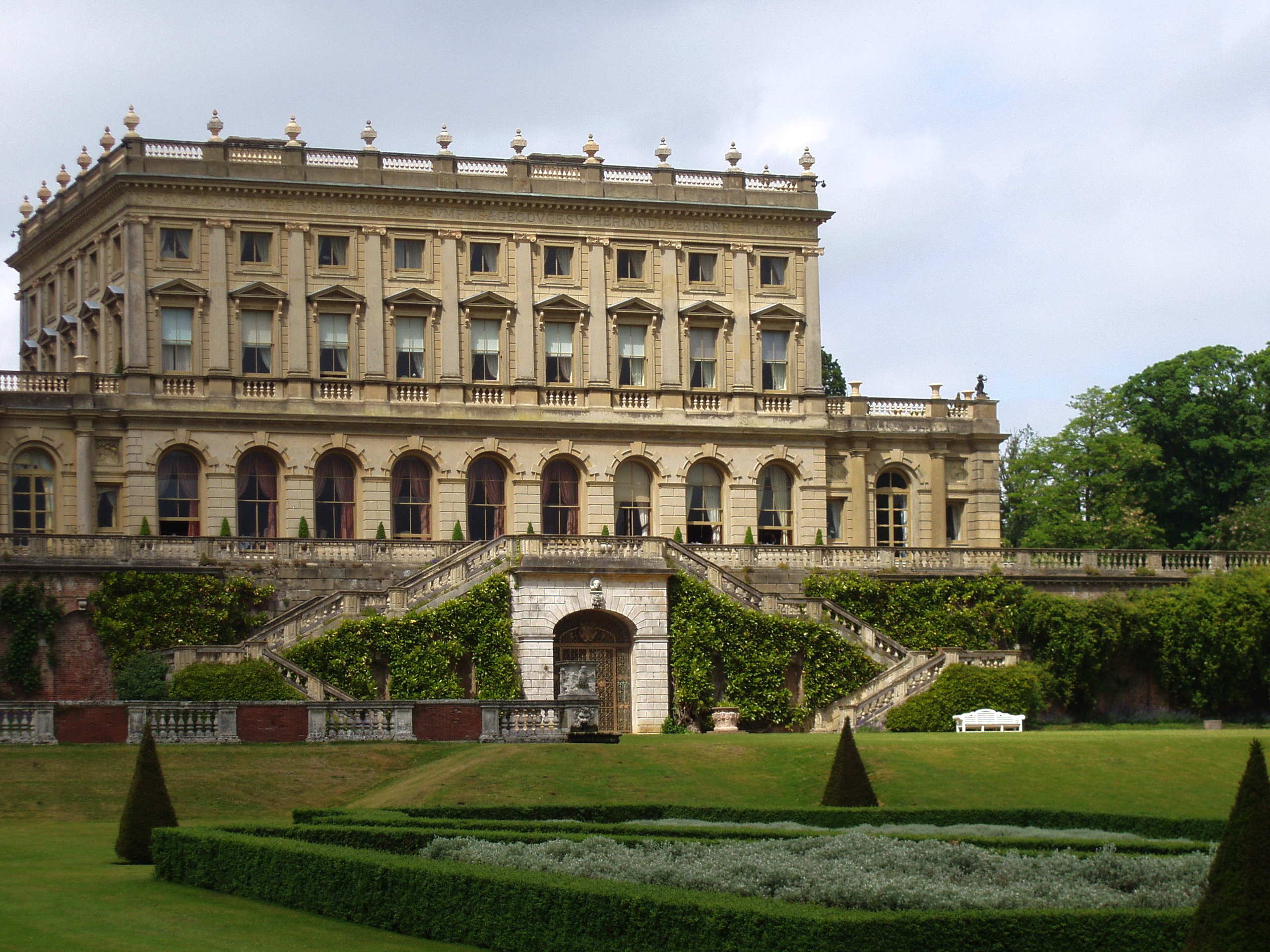
Cliveden: stile italianeggiante di Charles Barry, nell'elaborazione della casa egli pose una «confidente allusione alla ricchezza dei principi mercanti italiani del rinascimento».

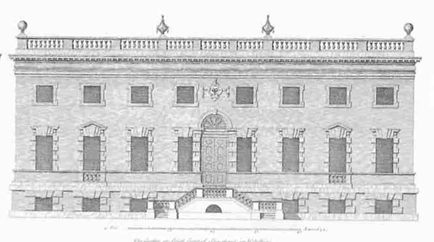
Villa Emo di Palladio, 1559. Le grandi ville italiane furono fonte d'ispirazione per lo stile italianeggiante nel XIX secolo.

Uno dei primi esempi di stile italianeggiante di Nash fu il suo sviluppo nel 1805 di Sandridge Park a Stoke Gabriel nel Devon. Commissionata dalla vedova lady Ashburton come residenza di campagna, questa piccola residenza eremitica mostra chiaramente la transizione tra lo stile pittoresco di William Gilpin e quello di Nash già evoluto verso l'italianismo. Sebbene questa casa sia il più delle volte descritta come di Stile Regency, essa è stranamente asimmetrica e dotata di logge e balconate con lavori in pietra e ferro; tori e tetti bassi chiaramente la rendono molto più simile al progetto di Cronkhill, che è generalmente considerato il primo esempio ufficiale di stile italianeggiante in Gran Bretagna.
Gli esempi successivi di questo stile architettonico nelle Isole Britanniche sono presi essenzialmente dallo stile palladiano, spesso implementato dalla presenza di torrette belvedere e con balaustre ai tetti di stile rinascimentale.
Sir Charles Barry, noto soprattutto per i suoi lavori in stile Tudor Revival e Neogotico alla sede del parlamento di Londra, fu un grande promotore di questo stile. A differenza di Nash egli trasse ispirazione dalle ville italiane di Roma, del Lazio, del Veneto o come lui stesso scrisse «… da tutti quei tratti stupendamente irregolari delle ville italiane». La sua opera più riuscita in questo stile è indubbiamente la grande residenza neorinascimentale di Cliveden, sebbene la costruzione tarda rispetto allo splendore dello stile faccia collocare questa abitazione nel periodo della decadenza di questa architettura.
Anthony Salvin occasionalmente disegnò abitazioni in stile italianeggiante, in particolare in Galles, alla Hafod House, nel Carmarthenshire, ed alla Penoyre House, Powys, descritte da Mark Girouard come «la più ambiziosa casa classica di Salvin».
Thomas Cubitt, costruttore londinese, incorporo le linee classiche e semplici dello stile italianeggiante come definito da sir Charles Barry in diverse abitazioni da lui realizzate. Cubitt disegnò tra l'altro Osborne House sotto la direzione del principe Alberto di Sassonia-Coburgo-Gotha, operando nella risistemazione del complesso col nuovo stile che ispirò così molte altre strutture in tutto l'Impero britannico.
Col completamento di Osborne House nel 1851, lo stile divenne popolare per le abitazioni di campagna o per le ville di industriali dell'epoca. I contesti di realizzazione di queste nuove abitazioni erano le città e pertanto il giardino si trovava ad essere di dimensioni ridotte, spesso espresso in terrazze di stile toscano. Spesso le ville in questo stile erano mansardate. Ad ogni modo, «dopo una modesta parata di ville italianizzate e castelli francesi». La sua opera più riuscita in questo stile è indubbiamente la grande residenza neorinascimentale di Cliveden, dal 1855 gli stili preferiti furono quello gotico, Tudor ed Elisabettiano.
Un esempio poco noto ma chiaramente italianizzato è la chiesa anglicana di St. Christopher a Hinchley Wood, nel Surrey, in particolare nel disegno della torre campanaria.

## Stile italianeggiante negli Stati Uniti d'America

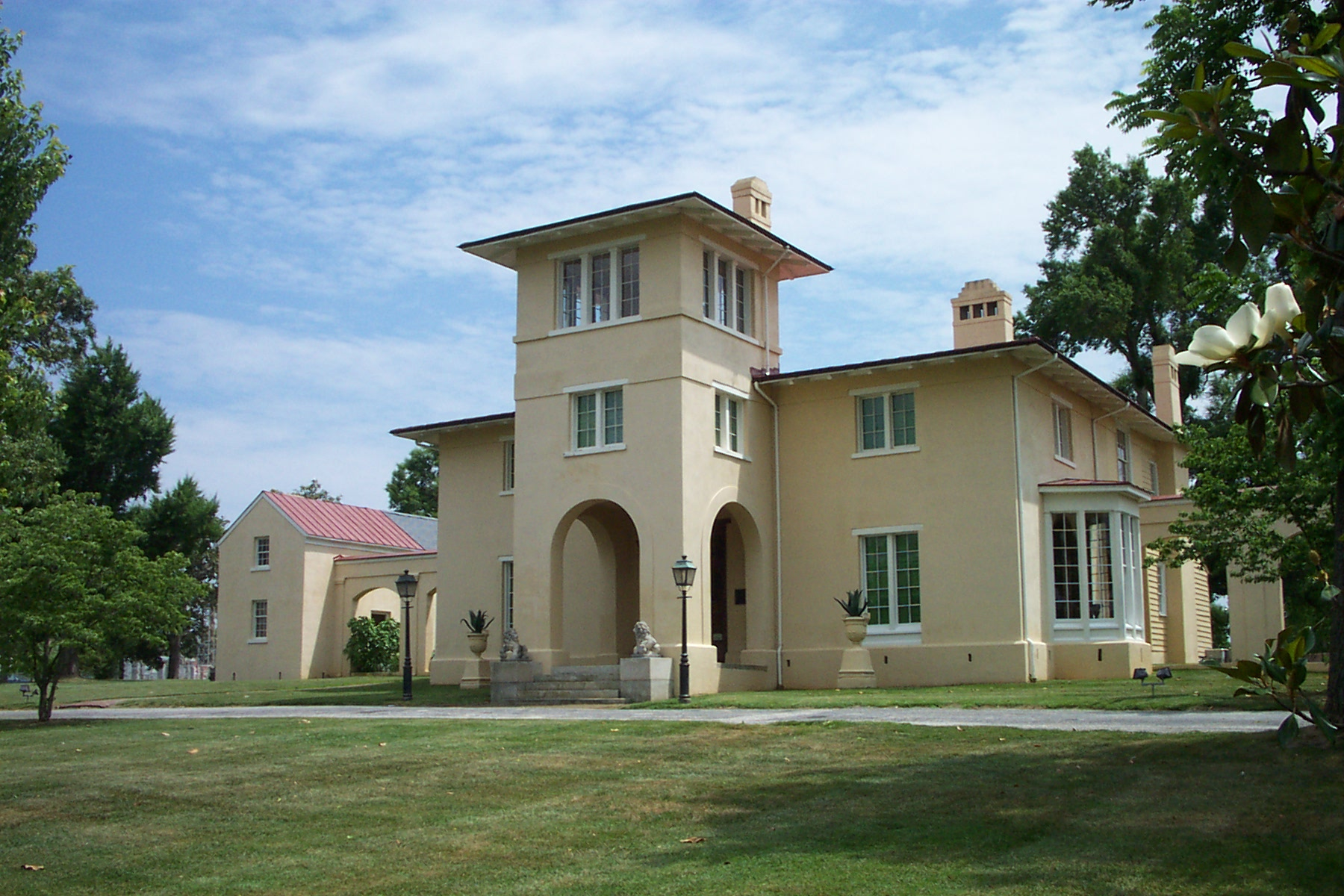
Blandwood Mansion and Gardens a Greensboro, nel North Carolina.

### Costa Orientale
Lo stile italianeggiante fu reso molto popolare negli Stati Uniti d'America dall'architetto Alexander Jackson Davis a partire dagli anni '40 dell'Ottocento come alternativa al Neogotico ed al Greek Revival. I disegni di Davis per Blandwood, la residenza del governatore della Carolina del Nord John Motley Morehead, è l'esempio più antico di architettura italianizzata negli Stati Uniti, risalendo al 1844. Essa fu un chiaro esempio di architettura Italianizzata, vicina ai lavori di Nash in Inghilterra ed ispirata a quelli di Barry. Davis nel 1854 espanse la Litchfield Villa in quella che divenne Prospect Park, Brooklyn che infatti era inizialmente nota come "Italian Villa" o "Tuscan Villa" style. Richard Upjohn utilizzò questo stile in maniera estesa a partire dal 1845 con la Edward King House. Altri architetti che abbracciarono questo stile furono John Notman, tra i primi a portare lo stile negli Stati Uniti, e Henry Austin. Notman disegnò "Riverside", la prima "Italian Villa" a Burlington, nel New Jersey nel 1837 (oggi distrutta).

### Altre regioni degli Stati Uniti d'America

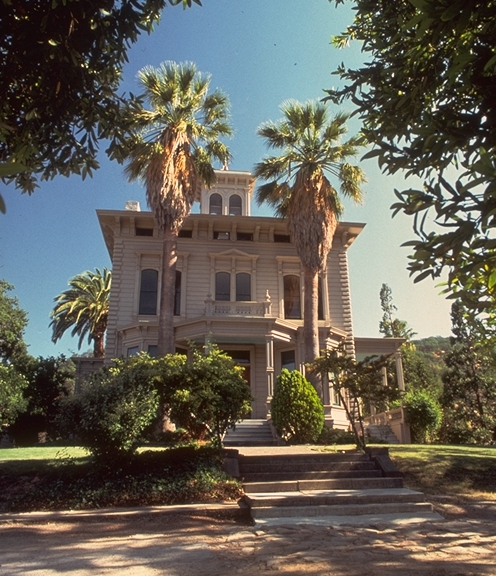
La italianizzata John Muir Mansion, 1849, a Martinez, in California.

La popolarità dello stile italianeggiante nel periodo successivo al 1845 negli Stati Uniti può vedersi a Cincinnati, nell'Ohio. Questa città, che sorse grazie ai traffici sul fiume Ohio, ha ancora oggi una delle più grandi collezioni di edifici in stile italianeggiante degli Stati Uniti per via dei molti immigrati di origine europea che qui vennero a stabilirsi proprio durante l'Ottocento. Anche le vicine città di Newport e Convington conservano molti edifici in questo stile.
Il Garden District di New Orleans mostra diversi esempi di strutture in stile italianeggiante tra cui:
- 1331 First Street, disegnata da Samuel Jamison;
- Van Benthuysen-Elms Mansion al 3029 St. Charles Avenue;
- 2805 Carondelet Street (tecnicamente collocata al di fuori del Garden District).

In California le prime residenze di stile vittoriano erano delle versioni in legno dello stile italianeggiante come ad esempio James Lick Mansion, John Muir Mansion e Bidwell Mansion. Altro esempio rilevante è la First Church of Christ, Scientist di Los Angeles.
Inoltre la United States Lighthouse Board, per interessamento del colonnello Orlando M. Poe, produsse un gran numero di fari marittimi di stile italianeggiante e strutture associate come ad esempio il Grosse Point Light di Evanston, nell'Illinois.

## Stile italianeggiante in Australia

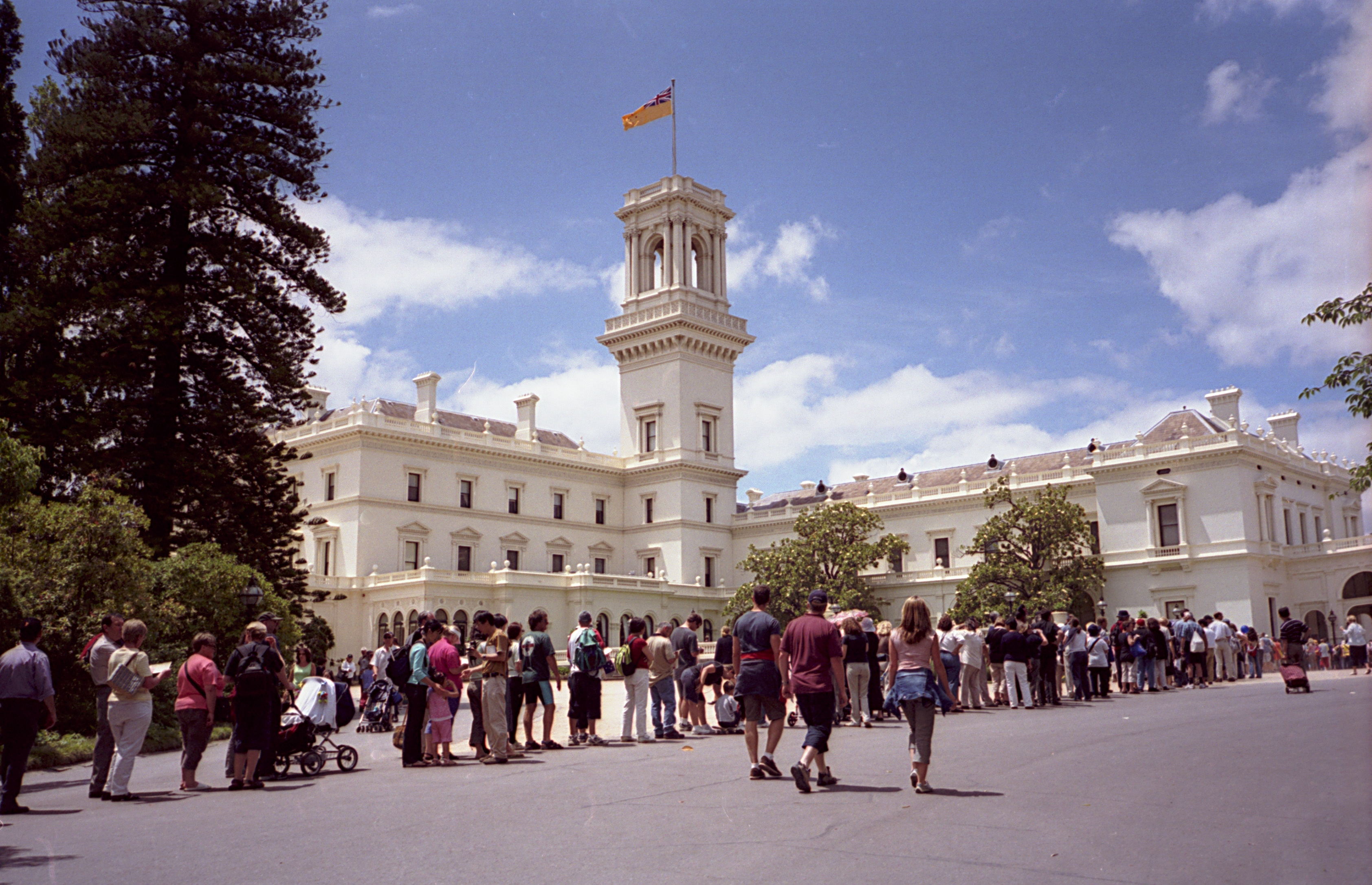
La Government House di Melbourne completata nel 1876.

Lo stile italianeggiante si diffuse ampiamente anche in Australia come stile di uso comune per l'espansione dei sobborghi sul finire dell'Ottocento. L'architetto William Wardell designò la Government House di Melbourne, la residenza ufficiale del Governatore di Victoria, uno dei primi esempi di «nuova scoperta dell'architettura italianizzata, palladiana e veneziana».
Spesso i tetti erano contraddistinti da parapetti balaustrati e dalla presenza di portici.

Molti esempi ascrivibili a questo stile sono evidenti attorno al distretto del governo di Melbourne, in particolare nella Old Treasury Building di Melbourne (1858) e nei giardini del Treasury Place. No.2 Treasury Gardens (1874). In Australia dunque lo stile fu particolarmente rivalutato per le costruzioni istituzionali e governative in contrasto con l'architettura neoclassica che invece venne preferita per i grandi edifici di governo come ad esempio la sede del parlamento a Melbourne. Questo stile era ancora molto popolare in Oceania nel XX secolo se nel 1912 l'architetto John Smith Murdoch disegnava i Commonwealth Office Buildings in questa fisionomia nella facciata verso i giardini. 

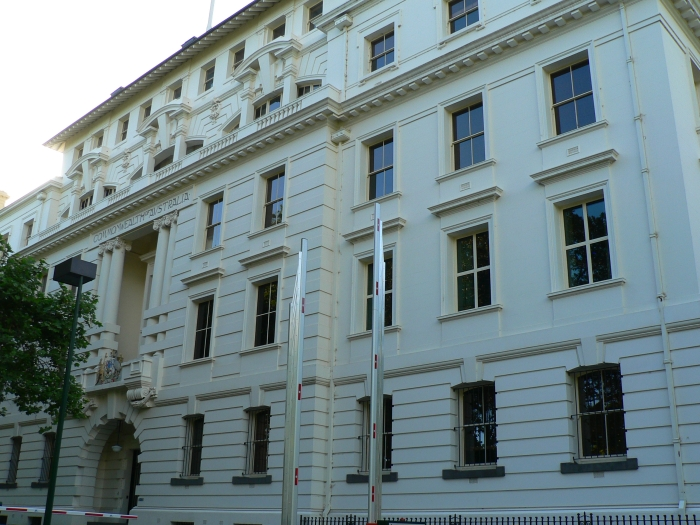
Commonwealth Government Offices, Treasury Place Melbourne completato nel 1912.

La stazione ferroviaria di Albury, nel Nuovo Galles del Sud, completata nel 1881, è un esempio dell'evoluzione di questo stile.

## La decorazione degli interni

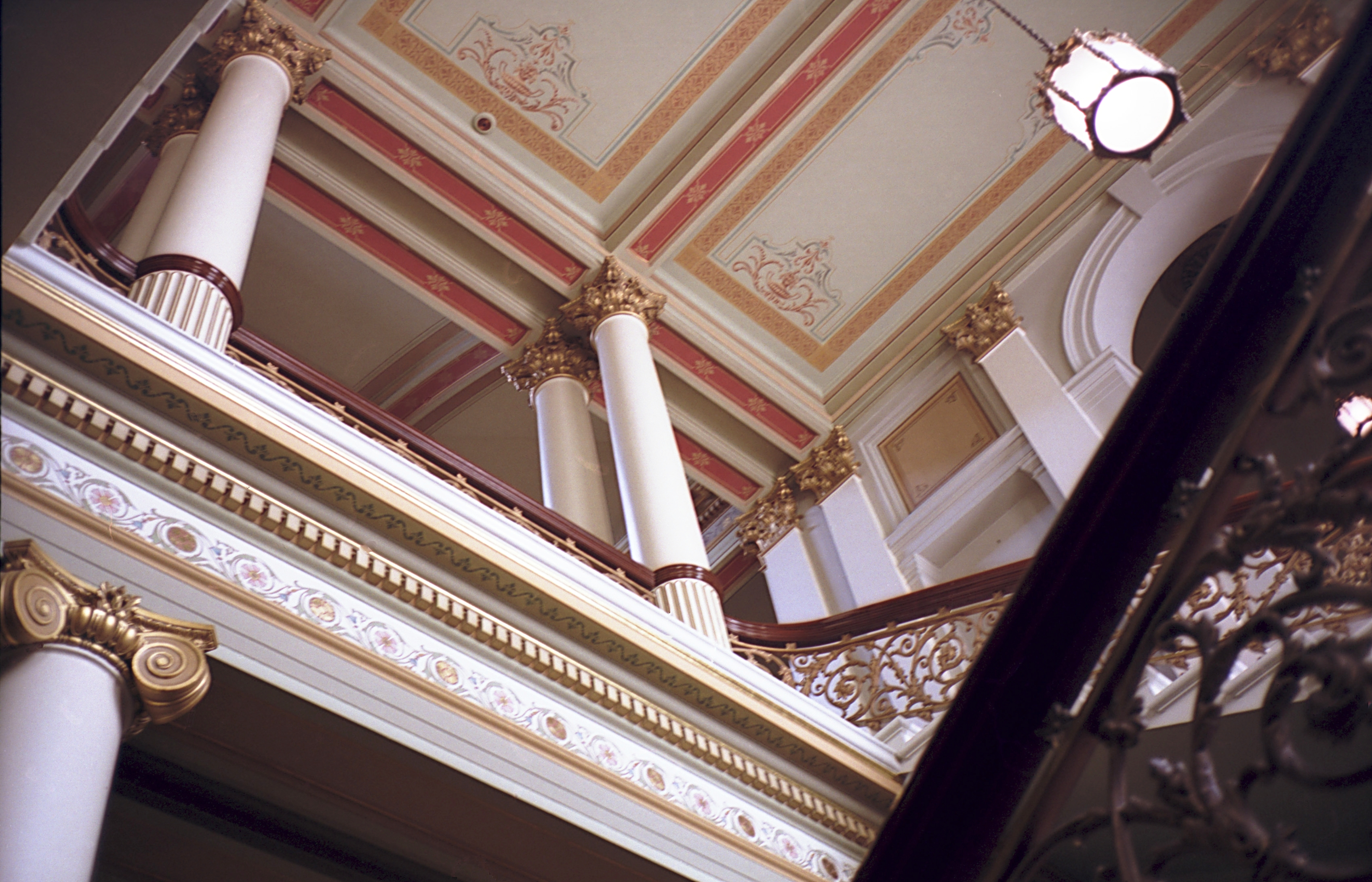
Government House di Melbourne. Una sala decorata nel XIX secolo in stile italianeggiante.

La decorazione interna sulla scia dello stile italianeggiante fu una libera ricombinazione di elementi d'architettura, pitture e oggetti dello stile italiano del XVI secolo applicati alle forme del XIX secolo.
Charles Eastlake fu il primo a cogliere il design d'interni per questo stile nel 1868 pubblicando il suo Hints on Household Taste in Furniture, Upholstery and other Details che ebbe un notevole successo in Gran Bretagna e Stati Uniti, dove il libro venne pubblicato nel 1872. Nell'opera veniva esplicitata la necessità della totale assenza di elementi curvilinei, prediligendo invece la linearità delle forme angolari. Il mobilio delle case di stile italianeggiante doveva essere funzionale, solido, squadrato, ornato di pannelli dipinti, placchette in ceramica, rifiniture in metallo e intarsi nello stile dell'epoca di Enrico III d'Inghilterra, pur non condividendone appieno lo stile "medievale".